# Spinnerei (Drebach)
Die Ortslage Spinnerei gehört zu Drebach im sächsischen Erzgebirgskreis.

## Lage
Die Spinnerei liegt an der Straße von Gelenau bzw. Venusberg nach Thum und liegt direkt an der Gemeindegrenze zu Thum im Tal der Wilisch.

## Geschichte
Der Name des Ortsteils ist auf eine Baumwollspinnerei zurückzuführen, die 1858 als Schüller-Werke errichtet wurde, aber bereits um 1600 als Brett- und Mahlmühle, auch als Knoblochmühle bezeichnet, Erwähnung fand. 1943/44 wurden für die sogenannten Venuswerke, Teile der Rüstungsindustrie, errichtet, in dem Zwangsarbeiter, Kriegsgefangene und jüdische Frauen aus dem Konzentrationslager Venusberg, einer Außenstelle des KZ Flossenbürg, arbeiteten. Etwa 100 Frauen starben. 2010 wurde ein entsprechendes Mahnmal saniert. Heute leben etwa 360 Menschen in der Ortslage Spinnerei.

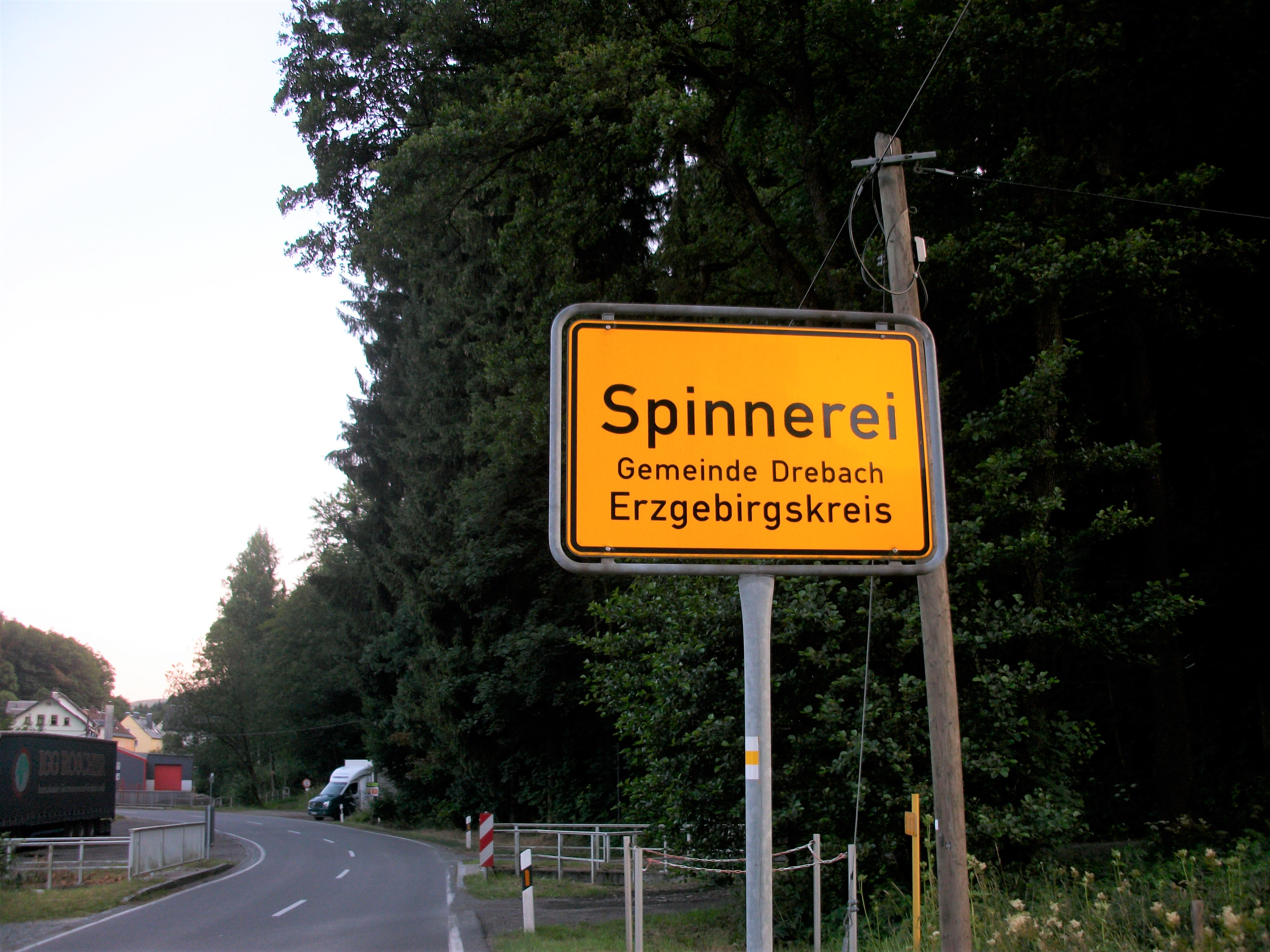
Ortseingangstafel
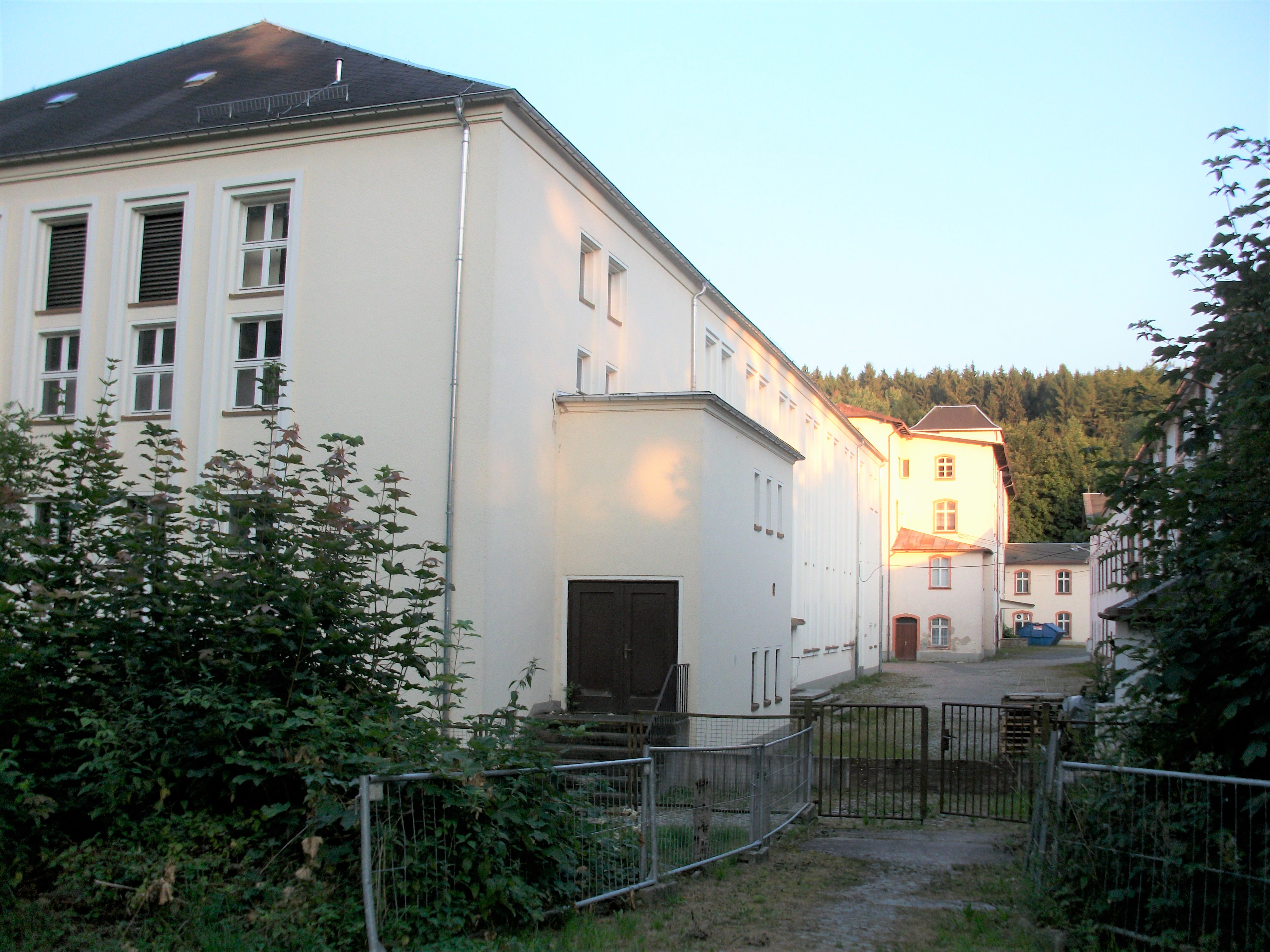
Spinnerei